# Araceli Morales López
Araceli Morales López (Cartagena, 1 de diciembre de 1953[cita requerida]) es una Administradora de Empresas, diplomática y política colombiana, que se desempeñó como Ministra de Cultura de Colombia y Embajadora en Cuba.

## Biografía

### Primeros años
Se crio en el barrio Manga de Cartagena de Indias, desde muy pequeña estuvo involucrada en el mundo de las artes y de la cultura de la mano de su hermano el pintor Darío Morales. Su abuelo es hermano del poeta Luis Carlos López
Fue Reina de belleza en 1977 (Señorita Bolívar). Estudió en la escuela de Bellas Artes de Cartagena, y es administradora de Empresas de la Corporación Universitaria de la Costa (CUC) en alianza con la Fundación Tecnológica Antonio Arévalo, TECNAR. 

### Carrera profesional
A lo largo de su vida profesional ha sido Ministra de Cultura, Secretaria de Educación y Cultura de Bolívar y gobernadora encargada del Departamento de Bolívar en varias ocasiones. Así mismo ha sido Presidenta de la Corporación Centro Histórico de Cartagena, Directora de la Red de Hermandad de Ciudades Patrimonio de la Humanidad – Naciones Unidas – UNESCO- Directora del Teatro Adolfo Mejía de Cartagena, Representante en Colombia del Organismo Internacional Unión Latina, Gerente del Festival Internacional de Cine de Cartagena. Tuvo bajo su cargo  la Dirección de la Escuela de Bellas Artes y Música, el  Instituto de Patrimonio y Cultura de Cartagena. Directora de la Feria de Artesanías de Exportación – FAREX - y Directora Ejecutiva de la Corporación Cultural Imagen Acción.
En 2001 fue nombrada Ministra de Cultura de Colombia por el presidente Andrés Pastrana Arango, en reemplazo de Consuelo Araújo Noguera. Su llegada a la cartera de Cultura, generó acusaciones al gobierno por una aparente falta de coherencia y solidez en el área. Además, algunos sectores sugirieron falta de formación para ocupar tan alto cargo.
Fue Cónsul General de Colombia en Argentina en 2016 y entre marzo de 2017 y agosto de 2018 se desempeñó como Embajadora en Cuba, bajo el presidente Juan Manuel Santos.  También fue gerente general de la Sociedad de Autores y Compositores de Colombia (Sayco).